# Anastasio Moreno
Anastasio Moreno Martínez (Galapagar, ? - Madrid, 19 de febrero de 1940) fue un político socialista español.

## Biografía
Miembro de la Unión General de Trabajadores (UGT), su primera militancia política fue en el Partido Radical Socialista, con el que se presentó en las elecciones municipales en 1931 que dieron lugar a la proclamación de la República y fue elegido alcalde de Galapagar. Tras abandonar a los radicales con la escisión de Izquierda Radical Socialista, creada por Juan Botella Asensi en 1932, terminó por incorporarse al Partido Socialista Obrero Español (PSOE), fundando la Agrupación socialista de Galapagar en 1936. Con el golpe de Estado de julio de 1936 que dio lugar a la Guerra Civil, fue nombrado presidente de la comisión gestora del ayuntamiento para ser elegido alcalde de nuevo poco después. Terminada la guerra fue detenido por las autoridades franquistas, encarcelado, sometido a consejo de guerra y fusilado en la cárcel de Porlier en 1940 junto a cuatro concejales socialistas.